# Johannes Polgar
Johannes Polgar (Olpe, 25 de agosto de 1977) es un deportista alemán que compitió en vela en las clases Tornado y Star.
Ganó una medalla de oro en el Campeonato Europeo de Star de 2010. Participó en los Juegos Olímpicos de Pekín 2008, ocupando el octavo lugar en la clase Tornado.

## Palmarés internacional
| \| Campeonato Europeo \| Campeonato Europeo \| Campeonato Europeo \| Campeonato Europeo \| \| Año \| Lugar \| Medalla \| Clase \| \| ------------------ \| ------------------ \| ------------------ \| ------------------ \| \| 2010 \| Viareggio (Italia) \| Medalla de oro \| Star \| |                    |                |       |
| Campeonato Europeo |                    |                |       |
| Año | Lugar              | Medalla        | Clase |
| 2010 | Viareggio (Italia) | Medalla de oro | Star  |